# Gregg Araki
Gregg Araki (nascido em 17 de dezembro de 1959) é um cineasta americano. Ele é conhecido por seu forte envolvimento com o movimento New Queer Cinema. Seu filme Kaboom (2010) foi o primeiro vencedor da Queer Palm do Festival de Cinema de Cannes.

## Juventude
Araki nasceu em Los Angeles em 17 de dezembro de 1959, filho de pais nipo-americanos. Ele cresceu nas proximidades de Santa Bárbara, Califórnia, e se matriculou na faculdade na Universidade da Califórnia em Santa Bárbara. Ele se formou com bacharelado pela UCSB em 1982. Mais tarde, ele frequentou a USC School of Cinematic Arts da Universidade do Sul da Califórnia, onde se formou com um M.F.A. em 1985.

## Carreira

### Começos de baixo orçamento
Araki fez sua estreia na direção em 1987 com Three Bewildered People in the Night. Com um orçamento de apenas US$ 5 mil e usando uma câmera fixa, ele contou a história de um romance entre uma videoartista, seu namorado e seu amigo gay. Dois anos depois, Araki seguiu com The Long Weekend (O' Despair), outro filme com um orçamento de US$ 5.000. Seu terceiro filme, The Living End (1992), teve um aumento para US$ 20.000. Ele teve que filmar seus primeiros filmes muitas vezes de forma espontânea e sem as devidas autorizações.
Apesar das restrições financeiras, os filmes de Araki foram aclamados pela crítica. Receberam prêmios do Festival Internacional de Cinema de Locarno e da Associação de Críticos de Cinema de Los Angeles, com uma indicação adicional ao prêmio do Festival Sundance de Cinema.

### TrilogiaTeenage Apocalypse
Os próximos três filmes de Araki - Totally F***ed Up (1993), The Doom Generation (1995) e Nowhere (1997) - foram apelidados coletivamente de trilogia Teenage Apocalypse. O trio foi caracterizado como "... alienação adolescente, sexualidade nebulosa e agressão." Uma ex-aluna dele na UC Santa Bárbara, Andrea Sperling, co-produziu os filmes com ele.
A trilogia viu Araki trabalhar cada vez mais com atores e atrizes mais notáveis, incluindo Rose McGowan, Margaret Cho, Parker Posey, Guillermo Díaz, Ryan Phillippe, Heather Graham, e Mena Suvari entre outros.
A trilogia recebeu vários graus de críticas, desde polegares para baixo e "zero estrelas" de Roger Ebert até "Literalmente a melhor coisa de todos os tempos" de Rookie, e foram eventualmente anunciadas como clássicos cult.

### Esforços subsequentes

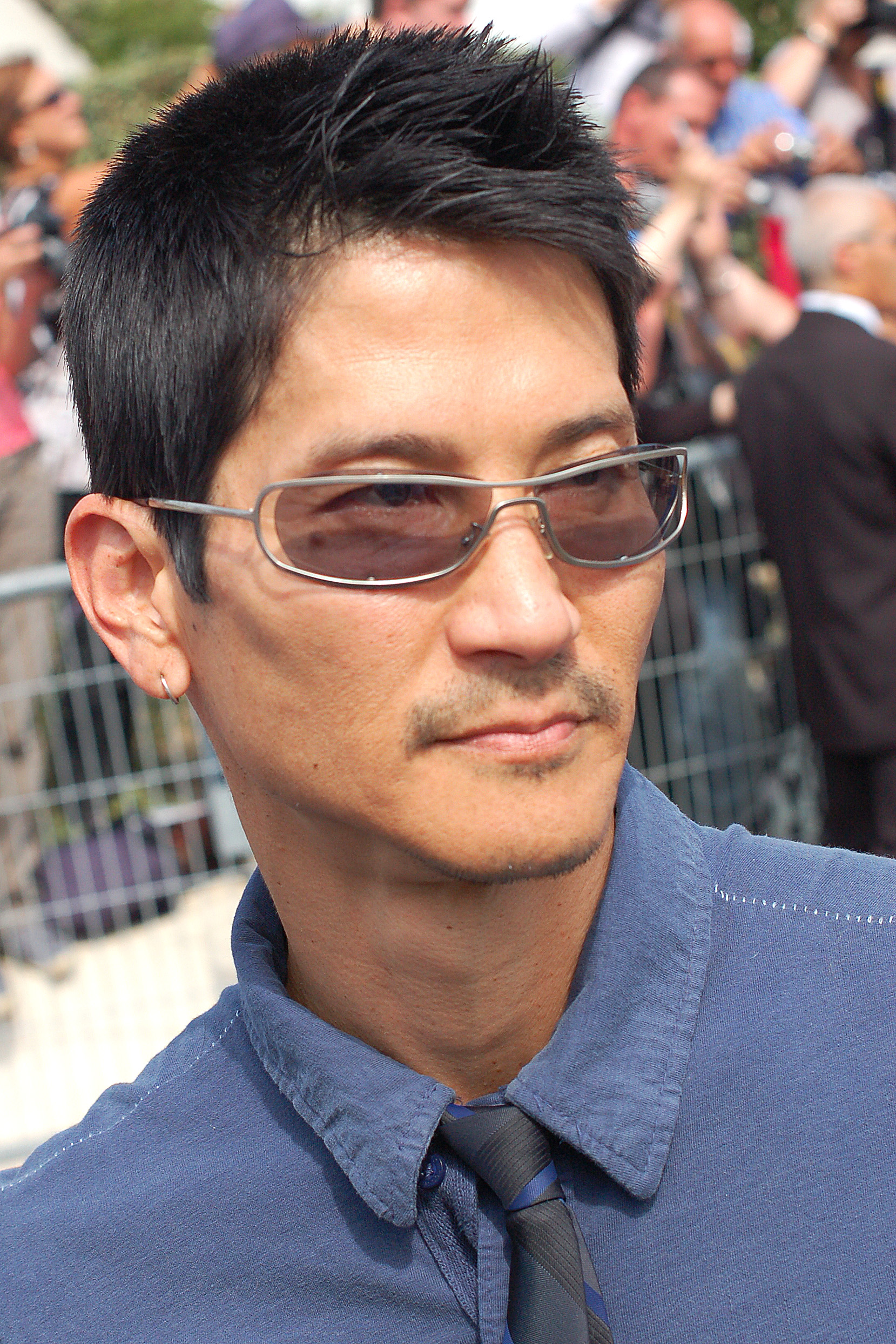
Araki no Deauville American Film Festival em setembro de 2010

O filme seguinte de Araki, Splendor (1999), foi uma homenagem às comédias malucas das décadas de 1940 e 1950 e uma resposta à controvérsia em torno de seu relacionamento contínuo (apesar de Araki se identificar como gay) com a atriz Kathleen Robertson. Aclamado como o filme mais otimista do diretor até o momento, estreou no Festival Sundance de Cinema de 1999.
O próximo projeto de Araki foi a malfadada produção da MTV This Is How the World Ends, que foi originalmente planejada com um orçamento de US$ 1,5 milhão. Ele viu isso como uma chance de alcançar as massas através da audiência da MTV e assinou contrato para fazer o projeto, apesar do orçamento ter sido reduzido para US$ 700.000. Araki escreveu, dirigiu e filmou o episódio piloto, mas no final a MTV decidiu contra o projeto e o esforço nunca foi ao ar.
Após um breve hiato, Araki retornou em 2004 com o aclamado pela crítica Mysterious Skin, baseado no romance de Scott Heim de 1995 com o mesmo nome. Esta foi a primeira vez que Araki trabalhou com material original de outra pessoa.
O próximo longa de Araki foi a comédia stoner Smiley Face (2007), com Anna Faris, Adam Brody e John Krasinski, escrita por Dylan Haggerty. Marcou uma mudança radical em relação ao drama pesado e sombrio de Mysterious Skin, uma mudança planejada propositalmente por Araki. Recebeu críticas muito favoráveis, com alguns descrevendo-o como outro dos potenciais clássicos cult de Araki.
Kaboom marcou o décimo filme de Araki e estreou no Festival de Cinema de Cannes de 2010. Foi premiado com a primeira Queer Palm por sua contribuição às questões lésbicas, gays, bissexuais e transgêneros.
Araki seguiu esse filme com White Bird in a Blizzard (2014), que teve lançamento limitado a críticas mistas. Araki voltou à televisão com a série Now Apocalypse de 2019, co-produção executiva de Gregory Jacobs e Steven Soderbergh na Starz.

## Estilo
Uma característica notável do trabalho de Araki é a presença frequente da música shoegaze. Isso foi visto pela primeira vez na trilha sonora de Totally Fucked Up, e também foi substancialmente apresentado nos filmes Nowhere e Mysterious Skin. Tanto The Living End quanto Nowhere devem seus títulos a esta influência shoegaze: The Living End após a música de mesmo nome de The Jesus and Mary Chain, e Nowhere após o álbum Nowhere de Ride.

## Prêmios e homenagens
Em 2010, Kaboom foi eleito o primeiro vencedor da Queer Palm do Festival de Cinema de Cannes. Araki também foi homenageado com o 2006 Filmmaker on the Edge Award no Provincetown International Film Festival. Em 2013, Araki foi reconhecido pelo Museu de Artes e Design da Cidade de Nova Iorque com a retrospectiva God Help Me: Gregg Araki.

## Vida pessoal
Araki já se identificou como "um asiático-americano gay". No entanto, ele teve um relacionamento com a atriz Kathleen Robertson de 1997 a 1999. Em uma entrevista de 2014, época em que ele estava em um relacionamento com um parceiro masculino, Araki disse: "Eu realmente não me identifico como nada", acrescentando "Eu provavelmente me identificaria como gay neste momento, mas já estive com mulheres".

## Filmografia

### Cinema
| Ano  | Título                               | Notas                                 |
| ---- | ------------------------------------ | ------------------------------------- |
| 1987 | Three Bewildered People in the Night |                                       |
| 1989 | The Long Weekend (O' Despair)        |                                       |
| 1992 | The Living End                       |                                       |
| 1993 | Totally F***ed Up                    | Parte 1 da "Trilogia Teen Apocalypse" |
| 1995 | The Doom Generation                  | Parte 2 da "Trilogia Teen Apocalypse" |
| 1997 | Nowhere                              | Parte 3 da "Trilogia Teen Apocalypse" |
| 1999 | Splendor                             |                                       |
| 2004 | Mysterious Skin                      |                                       |
| 2007 | Smiley Face                          |                                       |
| 2010 | Kaboom                               |                                       |
| 2014 | White Bird in a Blizzard             |                                       |

### Televisão
| Ano       | Título                                     | Notas                                           |
| --------- | ------------------------------------------ | ----------------------------------------------- |
| 2000      | This Is How the World Ends                 | Piloto não exibido para MTV                     |
| 2016      | American Crime                             | Episódio: "Season Two: Episode Three"           |
| 2016      | Greenleaf                                  | Episódio: "Men Like Trees Walking"              |
| 2016      | Red Oaks                                   | 2 episódios                                     |
| 2017–2018 | 13 Reasons Why                             | 4 episódios                                     |
| 2018      | Riverdale                                  | Episódio: "Chapter Twenty-Four: The Wrestler"   |
| 2018      | Heathers                                   | 2 episódios                                     |
| 2019      | Now Apocalypse                             | Criador, diretor, escritor e produtor executivo |
| 2022      | Dahmer – Monster: The Jeffrey Dahmer Story | Episódio: "Lionel"                              |
| 2022      | American Gigolo                            | Episódio: "Nothing Is the Real but the Girl"    |